# 八咲唯
八咲 唯（やさき ゆい、1986年9月25日 - ）は、日本のAV女優。LINX所属。

## 略歴・人物
千葉県出身。2015年にAVデビューした巨乳の熟女系AV女優。作品により「矢咲唯」とも表記される。
自身の事情によりAV女優の活動は大幅に縮小するが、今後も活動自体は続けていくとブログで綴っている。

以前はファイブプロモーションに所属していたが、現在はLINX所属となっている。

## 出演作品

### アダルトDVD
2015年
- 悪戯マンション 097（11月20日、ゴーゴーズ）

2016年
- 初撮り人妻ドキュメント（1月7日、センタービレッジ）
- 街で出会った清楚妻を車に連れ込み くどき落としてラブホでヌキまくり! 今日、初めて会ったばかりなのにそんなに広げて見ないで!（1月21日（レンタル）/3月25日（セル）、アテナ映像）
- 月刊エロごめす Vol.4（2月1日、プラム）
- Girls Talk 058 新感覚★★★素人ビア〜ン生撮り 「OL」羽月希が同僚の八咲唯を愛するとき…（2月15日、プラム）
- 無言侵入 団地妻の寝ている隙に… 2（2月20日、スターパラダイス）
- 若妻の初めての浮気 今日、部下の妻を寝取ります。（3月11日、MAGIC）
- 潜入! 人妻マットヘルス盗撮（3月20日、スターパラダイス）
- 美人妻の本気すぎるディルドオナニー（3月20日、スターパラダイス）
- 日本全国美人妻ナンパ ヘアヌードコレクション 2（3月20日、ジャッカル）
- 自ら腰を振ってがっつく奥さんwww 素人奥さんご馳走様でした。 全国縦断「Maji」100％ナンパ 内房よりも外房よりも肉棒が好き! 中でも外でもイキまくる千葉美人若妻編（3月25日、ビッグモーカル）
- 他人の夫を奪い合え! 若妻たちのてぷてぷ揺れ乳クーデター（4月1日、FAプロ）
- 月刊エロごめす Vol.6（4月1日、プラム）
- 不倫若妻×濃厚接吻 夫は知らない…貞淑な若妻達のふしだらな下半身（4月7日、ヒビノ）
- 大塚発! 若妻四畳半ヘルス 本番交渉盗撮（4月20日、スターパラダイス）
- どこまでヤレる!? 新人マッサージ師のお姉さん 2（4月20日、スターパラダイス）
- 月刊エロごめす Vol.7（5月1日、プラム）
- イケメンが熟女を部屋に連れ込んでSEXに持ち込む様子を盗撮したDVD。 48 〜強引にそのまま中出ししちゃいました〜（5月1日、エマニエル）
- 淫乱母娘ナンパ 3 やっぱり親子!恥らいイキまくり!!（5月10日、ホットエンターテイメント）
- 下着で誘惑する隣人奥様（6月17日、ソルト・ペッパー）
- ふたりっきりの病室で白衣の天使にチ●ポ露出してヌキ依頼（6月20日、スターパラダイス）
- 母さんがお漏らしを我慢できずに失禁。 羞恥心から欲情しだし…（7月14日、タカラ映像）
- 【不倫露出で甦る性春】 ご無沙汰妻のえげつない性欲　ユイさん36歳（8月5日、ヤブサメ）※「ユイ」名義
- 薄着でおでかけ奥さんを打ち水で狙い撃ち!! ビチョ濡れ中出しナンパ（8月5日、グリグリ）
- ヤレル穴場スポットDX パート2 地方旅館で呼んだ女性マッサージ師を強引に口説きハメた記録映像 25人収録 8時間（8月20日、スターパラダイス）
- 元祖 時間よ止まれ! 〜いつでもどこでもハレンチ天国〜 パート1（9月1日、V&R PRODUCE）　※AV OPEN 2016 企画部門 エントリー作品
- 乳首ピンコ勃ち★ノーブラニット人妻 中出しナンパ!!（9月2日、グリグリ）
- 豊満デカ尻 母子快楽マッサージ（9月8日、タカラ映像）
- 家庭内日常盗撮 身内だから撮れる母、姉、妹の無防備すぎる痴態（9月20日、スターパラダイス）
- 素人お嬢さん ヘアヌードコレクションSP（10月20日、JACKAL）

2017年
- クラブ「のぞみ」のママの 謎解きはSEXの後で（1月7日、ルビー）
- 大人になったらセンタービレッジ。第6回センビレアワード 三十路四十路編 20人4時間（4月20日、センタービレッジ）
- 鮮明盗撮個室リラクゼーションサロンでクレーム痴漢！（4月20日、スターパラダイス）
- ベテラン男優が選んだ素人おばさんの最高に気持ち良かった手コキ「ちょっと油断していたら、2秒で射精（イカ）されちゃいました」 40人4時間（5月11日、センタービレッジ）
- 寝取られ人妻レズビアン～妻と部下のレズビデオレター～ 森下美緒 八咲唯（7月1日、U&K）
- 盗撮レズ ～レズビアンの私が親友を誘って隠し撮り～（8月13日、U&K）
- 人妻レズ相姦 姉妹編 II（9月27日、グラフィティジャパン）

2018年
- 夜這いレズ II（1月27日、グラフィティジャパン）
- 酔うとキス魔になる奥さん 普段は固い性格なのに、酒を飲むと僕に甘えまくって隣の部屋に旦那がいるにも関わらずベロチュウをせがみまくる！（2月7日、かぐや姫Pt）
- 「おばさんの私が下着を盗まれるなんて…」自分を女として見てくれるというだけで人妻は発情してしまうので中出しセックスのハードルが低い！（3月7日、かぐや姫Pt/妄想族）
- 素人娘の全裸図鑑3 今時の女の子13名が恥らいながら脱衣していく様子をじっくり撮影した、変態紳士のためのヘアヌードコレクション（4月7日、かぐや姫Pt/）
- 妖艶人妻レズビアンBEST4時間（4月13日、U&K）
- レズビアンに寝取られた人妻たち　BEST4時間（5月13日、U&K）
- ジュポフェラが巧みすぎる素人娘11人 3 じゅぽじゅぽ音を聞いてるだけで興奮してくる恐るべきフェラテク（5月19日、かぐや姫Pt/妄想族）
- ところかまわずフェラさせる男＆ところかまわずフェラしちゃう女たち3 12人（7月7日、かぐや姫Pt/妄想族）